# Franz Xaver Anton von Scheben

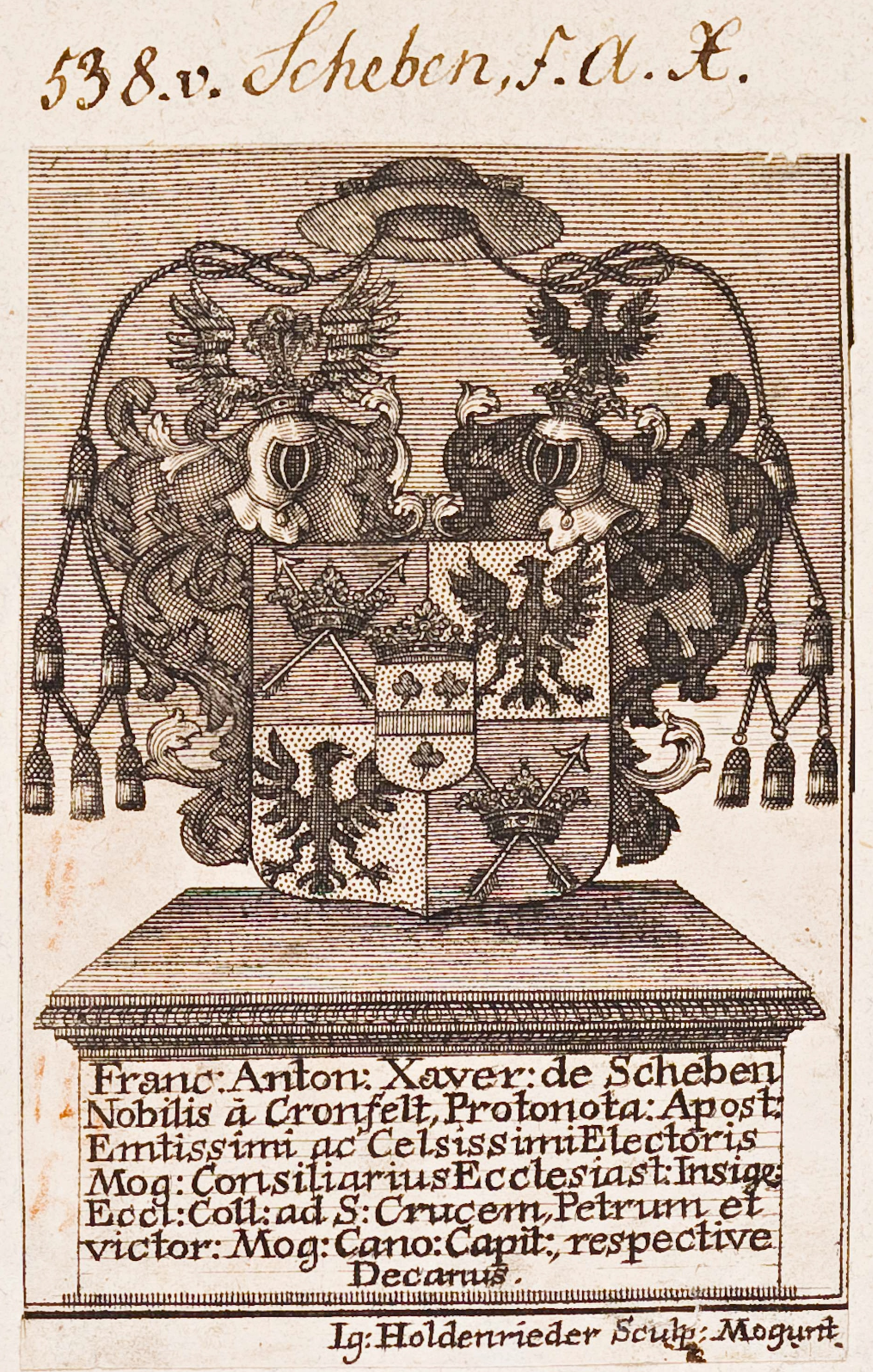
Wappen von Franz Xaver Anton von Scheben

Franz Xaver Anton von Scheben, auch Scheben von Cronfeld (* 24. März 1711 in Koblenz-Niederberg; † 19. November 1779 in Worms), war von 1765 bis 1779 Weihbischof des Bistums Worms sowie Titularbischof von Assuras.

## Herkunft und Familie
Er war der Sohn des geadelten kurtrierischen Hofrats Johann Peter von Scheben und seiner Gattin Maria Scholastika geb. Finger. Der Vater stiftete 1725 als kurtrierer Hofkammerdirektor im Speyerer Dom ein Epitaph für seine eigenen Eltern Heinrich Scheben, Sekretär des Speyerer Domkapitels und Eva Susanna geb. Bender. Das Epitaph ist nicht mehr erhalten, seine Inschrift wird jedoch von dem Historiker Johann Franz Capellini von Wickenburg (1677–1752) in Band 2 des Thesaurus Palatinus überliefert.
Johann Peter von Scheben genoss beim Trierer Kurfürsten so hohes Vertrauen, dass er ihm die Schlüssel zur Reliquie des Heiligen Rockes auf der Festung Ehrenbreitstein anvertraute.
Franz Xaver Antons Schwester Maria Agnes von Scheben heiratete den Mainzer Adeligen Philipp Moritz Gedult von Jungenfeld. Der Bruder wurde 1743 der Taufpate von deren Sohn Franz Xaver Anton Gedult von Jungenfeld (1743–1782). Letzterer war kaiserlicher Postmeister in Mainz und der Vater des späteren Mainzer Bürgermeisters Franz Gedult von Jungenfeld (1778–1840).

## Leben und Wirken
Von 1729 bis 1731 studierte Franz Xaver Anton von Scheben erst Jura an der Universität Mainz, dann dort und in Reims Theologie. 1730 wurde er Kanoniker an St. Viktor in Mainz, bald auch an St. Peter. Am 11. Juni 1734 empfing er die Priesterweihe.
1737 avancierte Franz Xaver Anton von Scheben zum Kurmainzer und kurtrierischen Geheimrat sowie zum Apostolischen Protonotar. 1738 erhielt er ein Kanonikat am Hl. Kreuz Stift Mainz, dort wählte man ihn später auch zum Dekan.

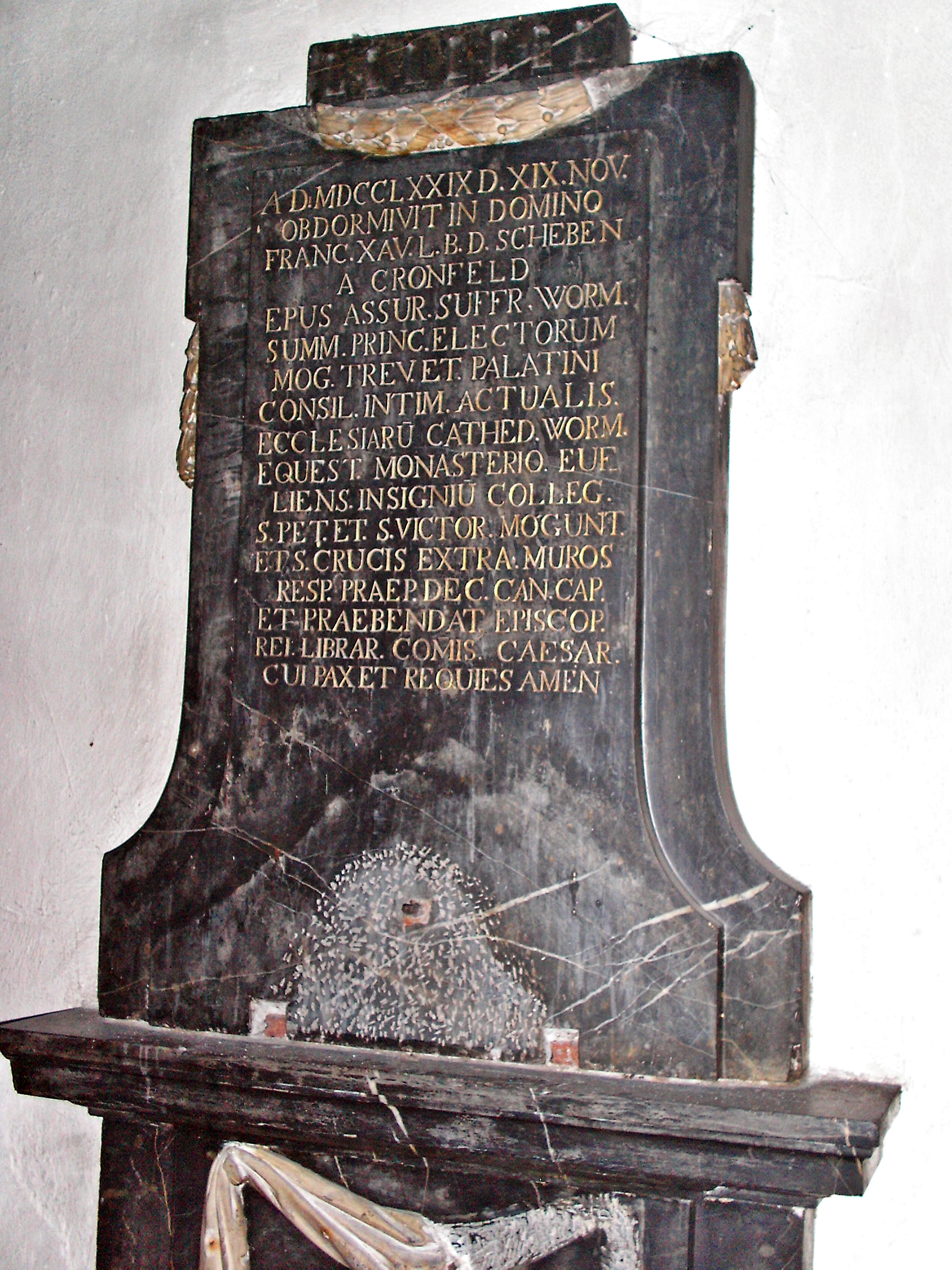
Beschädigtes Epitaph in Worms

Im April 1765 bestimmte ihn der Trierer Erzbischof und Wormser Fürstbischof  Johann Philipp von Walderdorff zum Weihbischof in Worms. Am 26. Mai des Jahres erhielt er von ihm die Weihe zum Titularbischof von Assuras. Im gleichen Jahr wurde Scheben kaiserlicher, 1767 apostolischer 
Bücherkommissar in Frankfurt am Main. Später ernannte man ihn zusätzlich zum Apostolischen Kommissar in Frankfurt. In dieser Funktion hielt er den Apostolischen Nuntius über alle Vorgänge der Reichspolitik auf dem Laufenden und galt als einer seiner Hauptinformanten.
Der Weihbischof feierte am 26. März 1767 im Mannheimer Schloss, gemeinsam mit der pfälzischen Kurfürstin Elisabeth Augusta, das zweite Ordensfest des kurz zuvor gestifteten St. Elisabethenordens.
Zusammen mit dem Hildesheimer Fürstbischof Friedrich Wilhelm von Westphalen und dem Speyerer Weihbischof Johann Adam Buckel konsekrierte Scheben 1770 den neuen Speyerer Oberhirten August von Limburg-Stirum. Wegen seiner Lehren, die er der Jugend vermittelte, beanzeigte er Karl Friedrich Bahrdt, den mehrfach wegen seines unsittlichen Lebenswandels in Erscheinung getretenen Betreiber des Philanthropinums in Heidesheim, beim Reichshofrat und erreichte 1778 die Aufhebung der Anstalt. Hierfür sprach ihm Papst Pius VI. seine ausdrückliche Anerkennung aus.
Weihbischof von Scheben, zuletzt auch kurpfälzischer geheimer Rat, starb 1779 in Worms und wurde in der dortigen Dominikanerkirche beigesetzt. Sein beschädigtes Epitaph befindet sich heute in der Martinskirche Worms. Er und sein Bruder Franz Bertram waren 1768 in den erblichen Freiherrenstand erhoben worden.